# استیو سوزا
استیو سوزا (انگلیسی: Steve Souza؛ زادهٔ ۲۴ مارس ۱۹۶۴) یک موسیقی‌دان اهل ایالات متحده آمریکا است. وی از سال ۱۹۸۲ میلادی تاکنون مشغول فعالیت بوده‌است.